# Lydia Ankrah
Lydia Ankrah (* 1. Dezember 1973) ist eine ehemalige ghanaische Fußballspielerin.

## Karriere
Ankrah kam während ihrer Vereinskarriere für die Post Ladies (1999–2007) zum Einsatz.
Die 170 cm große Abwehrspielerin nahm mit der ghanaischen Nationalmannschaft („Black Queens“) an den Weltmeisterschaften 1999, 2003 und 2007 teil und bestritt dabei acht Partien. Außerdem stand sie bei den Afrikameisterschaften 2000, 2002, 2004 und 2006 im Kader der Black Queens. Ende September 2007 hatte Ankrah 14 Länderspiele bestritten.